# Meri Mangakāhia
Meri Te Tai Mangakāhia (Lower Waihou, Northland, Nova Zelanda, 22 maig 1868 – Panguru, Northland, Nova Zelanda,10 octubre 1920) va ser una activista en favor del sufragi femení a Nova Zelanda, una sufragista que va inspirar generacions futures de dones maoris.

## Biografia
Meri Mangakāhia va néixer com a Meri Te Tai a Lower Waihou, prop de Panguru, a Northland, la regió més septentrional de Nova Zelanda. Era maori, i filla de Re Te Tai, un cap influent del poble maori. Mangakāhia va ser educada en el convent de Santa Maria, a Auckland, i era una pianista brillant. Va ser la tercera esposa de Hāmiora Mangakāhia, assessor del Tribunal de Terres Maoris, que el 1892 va ser elegit president del Te Kotahitanga, una mena de parlament maori no reconegut pel Govern neozelandès, que va reunir-se anualment de 1892 a 1902. El maig de 1893, en la reunió anual de e Kotahitanga, Meri Mangakāhia va presentar-hi una moció demanant el vot per a les dones i que en poguessin ser membres. Li van demanar que anés personalment a defensar la seva moció i va ser la primera dona per parlar al Te Kotahitanga. El seu argument era que, tradicionalment, les dones maoris sempre havien tingut terres, però amb la llei Colonial les estaven perdent. Veia que els homes maoris no progressaven per resoldre el conflicte de la propietat de la terra amb la Corona, i pensava que la reina Victoria podria respondre millor a les peticions d'altres dones. Atès que les dones maoris eren propietàries de terres, no se'ls hauria de negar la representació política.
Aquella moció va ser un catalitzador per a la creació a tot Nova Zelanda dels Ngā Kōmiti Wāhine, uns comitès associats al Parlament Kotahitanga i que estaven inspirats en els comitès de dones de les tribus maoris.
El 1897, el somni de Mangakāhia es va fer realitat i les dones van obtenir el dret de vot a les eleccions al Te Kotahitanga.
Més endavant, Mangakāhia va unir-se al comitè de les dones del moviment Kotahitanga que va ser un avançament de la Lliga per al Benestar de les Dones Maoris, i va participar en la política maori i en moviments per a la millora de les condicions de vida del poble maori. Va començar Te Reiri Karamu (La columna de les dames) amb la líder maori Niniwa-i-te-Rangi, de Wairarapa. Aquesta col·lecció d'articles i cartes era un lloc on les dones maoris presentaven i debatien assumptes de dones .
Meri Mangakāhia va morir a Panguru el 10 d'octubre de 1920 —de la grip espanyola, segons membres de la seva familiars— i va ser enterrada al cementiri de Pureirei, a Lower Waihou, prop del seu pare. Va tenir dues filles, Whangapoua Tangiora Edith i Mabel Te Aowhaitini i dos fills, Mohi i Waipapa.